# Dispersion (chimie)
Pour les articles homonymes, voir Dispersion.

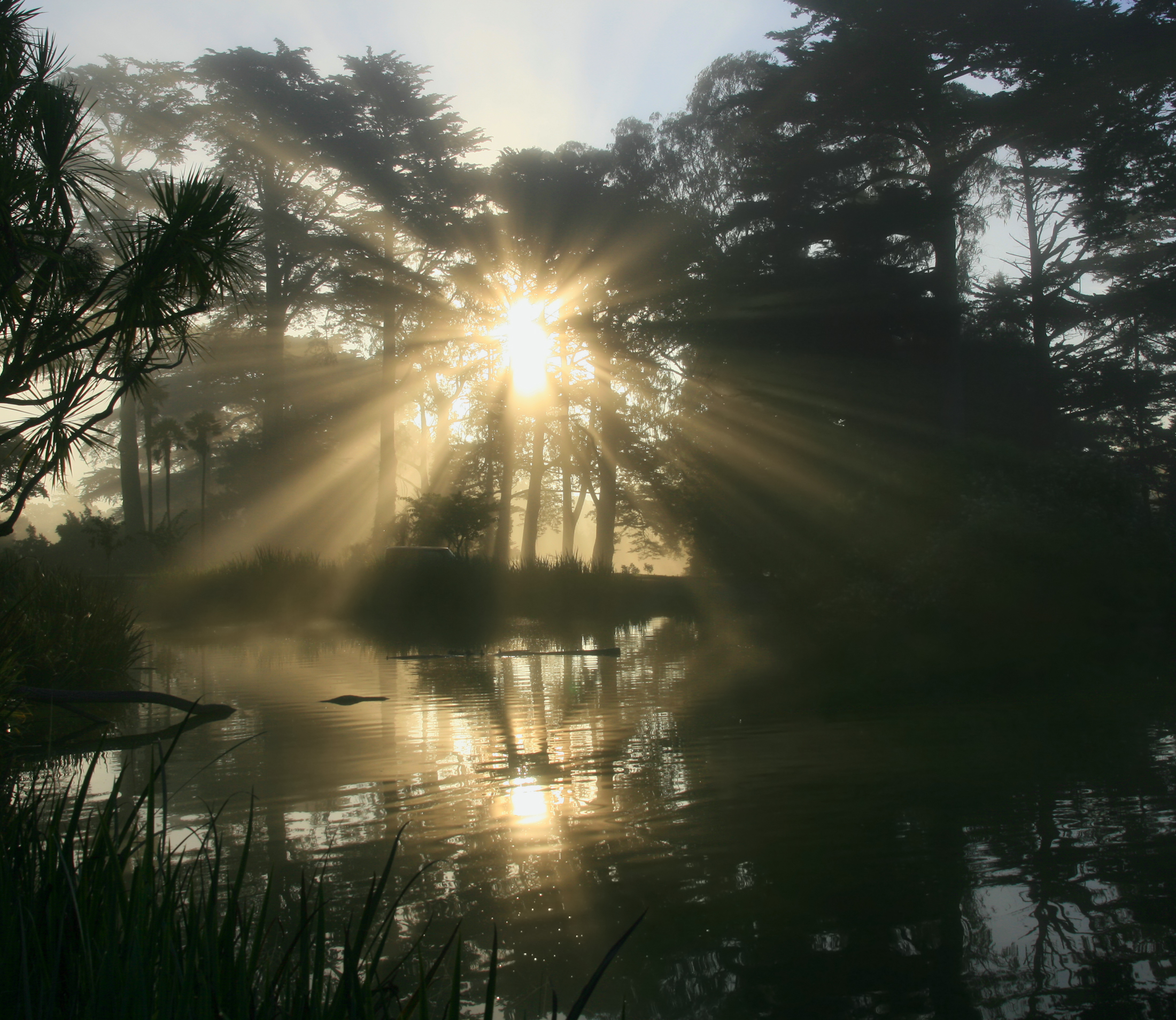
L'effet Tyndall (diffusion de la lumière par les aérosols atmosphériques, poussières, composés organiques volatils) permet de visualiser le trajet des rayons crépusculaires.

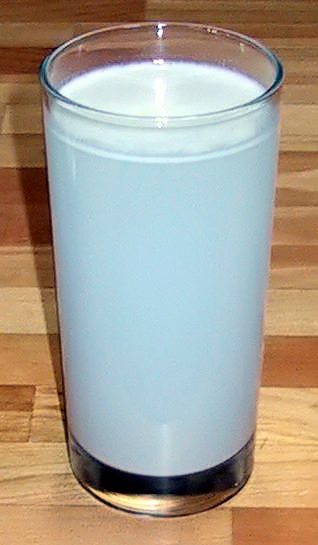
Le même effet avec une suspension colloïdale (ici des particules de farine dans de l'eau) qui diffuse fortement la lumière blanche en donnant une opalescence bleutée.

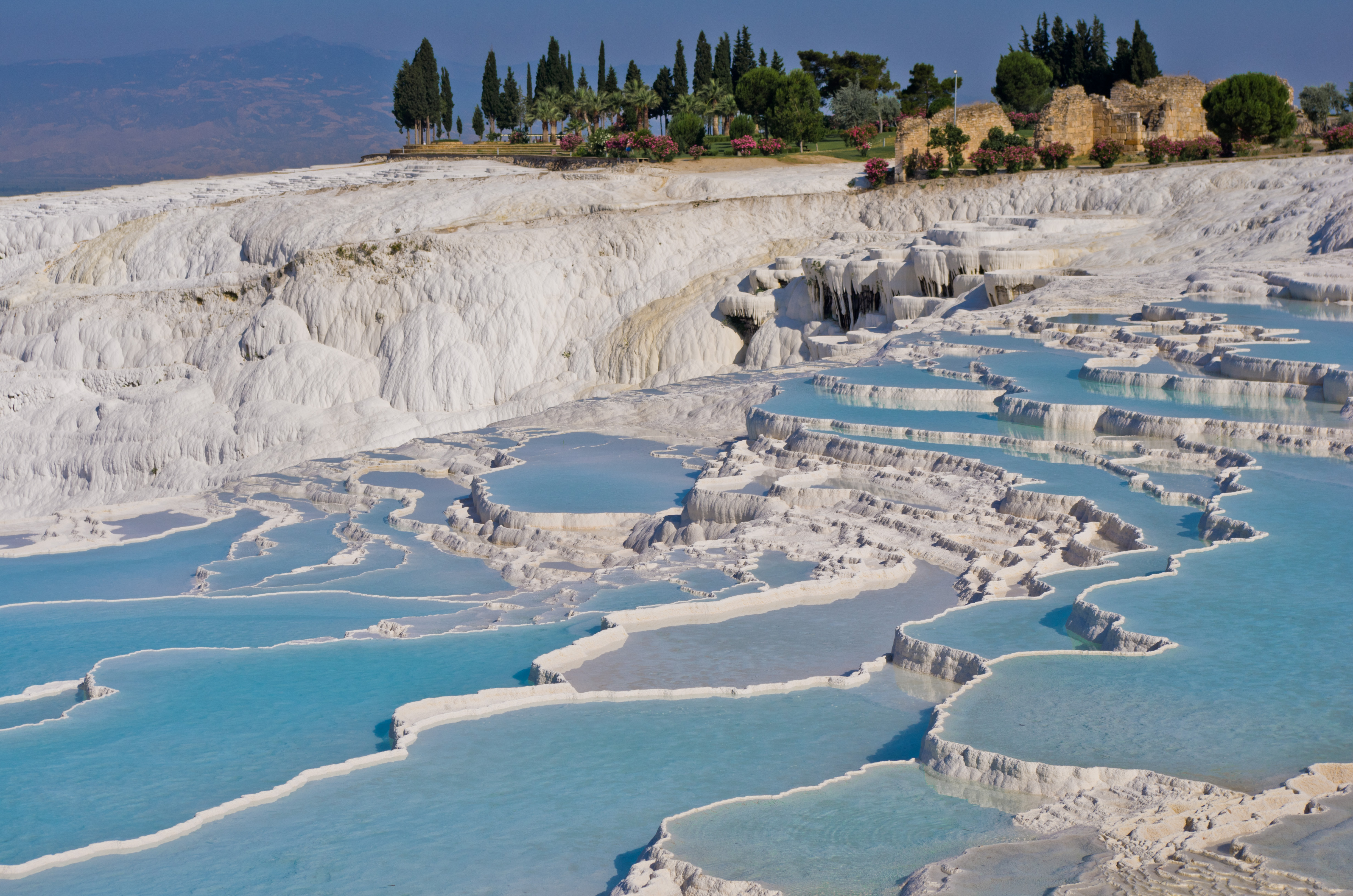
La couleur bleue turquoise de l'eau des gours ou des lacs glaciaires est due aux particules minérales en suspension diffusant latéralement une partie des rayons lumineux.

Une dispersion, en chimie, est un mélange hétérogène dans lequel une ou plusieurs phases sont finement mêlées à une autre sans y être dissoutes. Cette ou ces phases (dites phases dispersées) sont discontinues, c'est-à-dire constituées de petits domaines séparés (les particules), au contraire de l'autre phase (la phase dispersante) qui est continue, c'est-à-dire constituée d'un unique et vaste domaine (qui englobe les particules). Les particules peuvent être observées individuellement, à l’œil nu (dispersions grossières) ou à l'aide d'un microscope (dispersions colloïdales).
Ces mélanges représentent des états dispersés de la matière (systèmes de dispersion biphasiques, triphasique, multiphasiques lorsqu'ils sont composés de deux, trois ou plusieurs phases).

## Classification selon la dimension des particules dispersées
Les dispersions peuvent être classées selon la dimension des particules dispersées :
| Système de dispersion                          | Dimension moyenne des particules | Nombre d'atomes par particule |
| ---------------------------------------------- | -------------------------------- | ----------------------------- |
| Moléculaire ou ionique (solution vraie)        | < 1 nm                           | 2 à 103                       |
| Colloïdale (solution ou dispersion colloïdale) | 1 nm à 1 µm                      | 103 à 109                     |
| Grossière (dispersion)                         | > 1 µm                           | > 109                         |

Un système monodispersé est constitué par des particules de la phase dispersée de même taille. Un système polydispersé est caractérisé par une distribution de tailles de particules, généralement non gaussienne.

## Classification selon la nature des phases
Les dispersions peuvent être classées selon la nature des phases  :

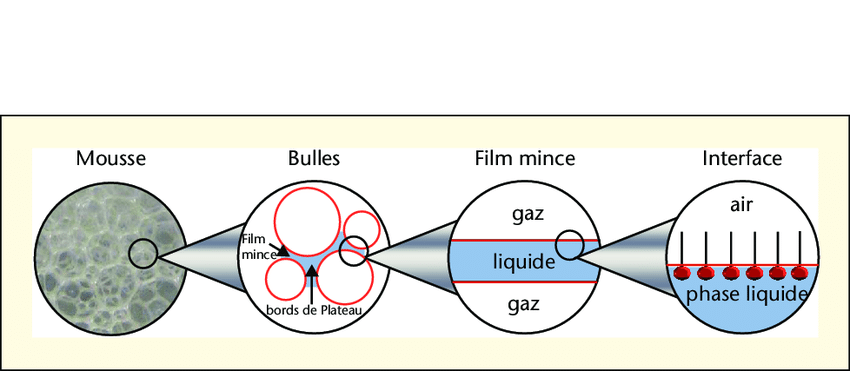
Structure de la mousse aux différentes échelles.
Une mousse est une dispersion de bulles de gaz dans une phase continue, liquide, semi-solide ou solide. Dans une mousse alimentaire, la phase continue peut être une solution (blancs en neige, sorbet) ou une émulsion (crème Chantilly, crème glacée), cette dernière donnant un système triphasique G/L/L (gaz/liquide/liquide) voire tétraphasique S/G/L/L en cas de cristallisation d'eau ou de matière grasse (phase solide S).

| Milieu \ Phase | Milieu \ Phase | Phase dispersée                                                | Phase dispersée                                          | Phase dispersée                                                                       |
| -------------- | -------------- | -------------------------------------------------------------- | -------------------------------------------------------- | ------------------------------------------------------------------------------------- |
| Milieu \ Phase | Milieu \ Phase | Gaz (bulles)                                                   | Liquide (gouttes)                                        | Solide (particules solides)                                                           |
| Milieu continu | Gaz            | Aucun (Tous les gaz sont miscibles.)                           | Aérosol liquide Ex. : brouillard, brume, nuage           | Aérosol solide Ex. : fumée, particules aériennes, nuée ardente, tempête de sable      |
| Milieu continu | Liquide        | Mousse Ex. : crème fouettée, mousse au chocolat                | Émulsion Ex. : lait, pastis, mayonnaise, savon liquide   | Suspension Ex. : peinture, boue, lait de chaux, confiture                             |
| Milieu continu | Solide         | Mousse solide Ex. : aérogel, polystyrène expansé, pierre ponce | Gel ou émulsion solide Ex. : beurre, gel hydroalcoolique | Suspension solide Ex. : verre groseille, matériau composite, des alliages, des roches |